# Klaus Lykke
Klaus Lykke  (født 15. september 1982) er en tidligere professionel fodboldspiller fra Danmark.
Han har tidligere spillet i B93, Akademisk Boldklub og FC Helsingør.

## Karriere
I januar transfervinduet 2014 skiftede Klaus til 2. divisionsklubben FC Helsingør på en aftale, som løb frem til sommeren 2015.
I 2016 blev han en del af amatørfodboldholdet FC Græsrødderne.